# Кречетов, Александр Михайлович
Алекса́ндр Миха́йлович Кре́четов (1885—1948) русский и советский драматический актёр, режиссёр, театральный педагог .

## Биография

### Происхождение. Юность
Александр Михайлович Кречетов родился в семье коммерсанта немецкого происхождения (предки отца поселились в России ещё при Екатерине II) и гречанки в городе Таганрог 26 августа 1885 года.
Для вступления в брак его родители приняли православие и дети воспитывались в православной вере.
Но, как это было принято во многих немецких семьях, Александр жил и воспитывался в семье делового партнёра отца - купца Черного в Екатеринодаре, где учился в гимназии (сын Черного жил и учился в семье Рейгер).
В этот период он страстно увлёкся театром и начал первые свои выступления в любительских спектаклях, где им были сыграны роли Артура в постановке «Овода» Войнич, Незнамова в «Без вины виноватых», Лаврецкого в «Дворянском гнезде».

### Начало актерского пути. Дореволюционный период
Зимой 1903 года в Екатеринодар приехал на гастроли театральная труппа под руководством знаменитого в те годы драматического актера М.М.Петипа. На бенефис предполагалось поставить «Дон Жуана» Мольера, но из-за болезни одного из актеров небольшой труппы роль одного из братьев донны Анны (дона Карлоса) предложили сыграть гимназисту старшего класса Александру Рейгеру. Выступление прошло успешно.
Перед отъездом из города Петипа уговорил понравившегося ему юношу 
вступить в его труппу. Александр был счастлив и сразу же согласился. Его отец был чрезвычайно разгневан и фактически запретил сыну возвращаться домой. 
Приняв актерский псевдоним Кречетов, Александр отправился в жизненные странствования с труппой Петипа.

### Творческие направления
Как и многие актёры дореволюционной сцены, А.М.Кречетов не получил специального театрального образования. Обучение, овладение мастерством происходило во время исполнения ролей, в процессе игры при крайне насыщенном репертуаре. С труппой Петипа он выступал на сценах многих городов российской провинции — Геленджик, Тирасполь, Ростов-на-Дону, Тюмень.
Три счастливые встречи определили артистическую и режиссёрскую судьбу молодого актёра. 
Сначала на его необычайно красивую внешность, страстный темперамент, глубокий выразительный голос обратил внимание М.М.Петипа. При его содействии А.М.Кречетов был удостоен билета (звания) Действительного члена Императорского Русского театрального общества.
Затем произошла встреча с прославленным трагиком тех лет Мамонтом Дальским. Именно он окончательно определил амплуа молодого актёра – герой-резонер. При режиссуре Дальского Кречетов успешно сыграл Отелло (в одноимённой пьесе Шекспира) и Кина (в «Гении и беспутстве» А. Дюма).
О работе с Н.Н. Синельниковым сказано ниже.

### География актерских работ
В те годы большинство актеров вели кочевую жизнь, и судьба А.М.Кречетова - не исключение. Менялись города и театры, где труппе Н.Н. Синельникова каждый раз приходилось завоевывать публику - Санкт-Петербург, Кострома, Воронеж, Одесса, Новгород, Рязань, Псков, Иваново, Керчь, Харьков, Тюмень, Владивосток,  Москва. Работа с весьма требовательным режиссёром Н.Н. Синельникова помогла полностью раскрыть драматический талант А.М.Кречетова и стала хорошей школой для него как для режиссёра .
Поработав в труппе Н.Н. Синельникова, Александр Михайлович стал убежденным сторонником антрепризы, считавшим, что актеру интересно встречаться с новыми зрителями, работать в незнакомом составе труппы – это пробуждает к творческому поиску, создает большее разнообразие в работе.
Довольно продолжительным было пребывание А.М.Кречетова в Казани, где он провёл всю середину 1920-х годов и параллельно    с насыщенной  актёрской  работой  впервые занялся режиссерской работой  и преподаванием актерского мастерства в двух студиях – русской и татарской. Здесь же в 1924 году состоялся юбилейный спектакль, посвященный 20-летию его сценической деятельности. Шла пьеса «Эвника и Петроний» - инсценировка романа Г.Сенкевича «Камо грядеши». Роль Петрония исполнял А.М.Кречетов, Нерона - А.Георгиевский, Марка Виниция – В. Любимов, в спектакле были заняты слушатели казанской студии – ученики Кречетова. По старому театральному обычаю на сцену откуда-то сверху полетели листочки бумаги с поздравительными надписями от зрителей: «Спасибо мастеру сцены!», «Талантливому артисту – благодарные казанцы» .
После успешной работы в Казани А.М.Кречетов с не меньшим успехом служил в театре Ярославля .
В начале 1930-х А.М. Кречетова - признанного драматического актёра пригласили в труппу Центрального театра Красной Армии в Москве, где он большим успехом играл Петруччио (в «Укрощении строптивой» Шекспира), Бориса Годунова (в пьесах «Смерть Иоанна Грозного» и «Царь Федор Иоаннович» А.Толстого) . Однако вскоре его вновь потянуло на периферию: там он видел больше возможностей для творческой работы.
Служил в Ивановском областном драматическом театре ,  затем в 1940 году переехал в г. Грозный.

### Военные годы
Война застала его в режиссёром театра в Грозном. Он сразу же организовал летучие бригады, для выездов с концертами в прифронтовые зоны и даже на фронт.
С приближением военных действий к городу Грозненский русский драматический театр был эвакуирован в Среднюю Азию. Дорога в теплушке до Баку (до Каспийского моря) длилась около 20 дней. Заболевшего малярией А.М. Кречетова с семьей оставили в Баку, где его тепло приняли в Русском драматическом театре , сразу же обеспечив жильем - двумя комнатами в «Доме актеров». Занятость в спектаклях постоянно сочеталась с выступлениями в госпиталях, а затем и с выездными спектаклями в освобожденных от оккупации городах.

### Послевоенный период
Успешно работая в бакинском театре (с 1942 по 1945 годы), Александр Михайлович не переставал стремиться к возвращению в русские города. Зрелый, уверенный в себе мастер, он мечтал о самостоятельной режиссерской работе. В сложившемся коллективе бакинского театра у него для этого не было возможностей.
После окончания войны, с открытием проезда в Москву он получил в Союзе РАБИС (работников искусств) назначение художественным руководителем и режиссером театра в Ижевске. Пользуясь своим давним авторитетом, он сумел собрать интересную творческую труппу, нашёл талантливого театрального художника. За год на сцене ижевского театра были поставлены и прошли при полных сборах шесть новых спектаклей: «За тех, кто в море», «Русский вопрос», «Лес», «Старые друзья», «Горе от ума» и «Золушка».
Однако не сложились отношения с директором театра, который так и не выполнил обещания обеспечить новоприбывших жильем.
К сожалению, послевоенные годы были крайне тяжёлыми как для всей страны, так и для театров. Многие из них были разрушены, денег на их строительство, или хотя бы восстановление не хватало.
Следующей работой А. М. Кречетова было художественное руководство театром в Брянске, который казалось бы строился, но пока спектакли и даже репетиции проходили на различных клубных сценах, а актеры жили в Бежицах. И всё это время А. М. Кречетов вынужден был жить вдали от семьи: его жену, сотрудницу бакинской газеты «Вышка» и члена партии, редактор не отпускал с работы.
Наконец, после холодной и голодной зимы 1947—1948 гг. в Брянске Александр Михайлович был назначен художественны руководителем Литовского республиканского русского драматического театра. Там были созданы прекрасные условия для работы, но в Вильнюс он поехал уже больным. Тем не менее он сразу же приступил, лежа в республиканской больнице, к репетициям «Овода», где предполагал сыграть роль Монтанелли, однако жизнь распорядилась иначе. В начале ноября, всего через два месяца после его приезда в Вильнюс, семья получила телеграмму от главного врача о тяжёлом онкологическом заболевании А. М. Кречетова.
Жена тут же вылетела в Вильнюс, чтобы привезти его домой к любимым жене и дочери, кроме того в Баку тогда работал один из лучших онкологов СССР — Исаак Соломонович Гинзбург. К сожалению, болезнь зашла слишком далеко и 26 декабря 1948 года, на 64-м году жизни Александр Михайлович Кречетов скончался. Он был похоронен в Баку, но поскольку часть этого кладбища была ликвидирована, внук сделал памятную надпись о нем на памятнике на могиле его жены на Химкинском кладбище г. Москвы.

### Семья
Жена – Красавина Нина Николаевна, в браке с 1903 по 1918 гг.
Жена – Кречетова Елена Архиповна, в браке с 1935 до конца жизни.
Дочь – Кречетова Елена Александровна - редактор, писатель, член Союза журналистов России, замужем за известным учёным, академиком РАЕН, профессором В.И. Алябьевым.
Внук – Кречетов Александр Николаевич (1959 – 2011 гг.), назван Е.А. Кречетовой в часть А.М. Кречетова.

### Характеристика личности
Жизнь А.М.Кречетова является примером беззаветного служения театру.
Оставив в 18 лет обеспеченную жизнь в доме отца, Александр Михайлович отдал свою жизнь и все свои помыслы театральному искусству.
Получив признание у таких режиссеров как Мариус Петипа, Юрий Завадский, Алексей Попов, он быстро выдвигался на положение ведущего актера любой труппы, где ему приходилось играть, сохраняя традиции Щепкинского реалистического направления.
За свою жизнь А.М.Кречетов сыграл свыше 500 ролей в пьесах отечественных и зарубежных авторов.
Несмотря на отсутствие формального образования, А.М. Кречетов был талантливым педагогом. Он преподавал в Казанском театральном техникуме, кроме того, вёл 2 студии (русскую и татарскую) в Казани.
Будучи немолодым человеком, после тягот войны и разрухи, он принял на себя труд режиссёра и художественного руководителя театров в Ижевске, Брянске и Вильнюсе, что много говорит о творческом потенциале и энергии А.М. Кречетова. 

### Интересные факты
В 1943 году А.М.Кречетов был награжден Почетной грамотой «за отличную работу по культурно-шефскому обслуживанию частей Красной Армии в период Великой Отечественной войны». 
Можно сказать, что А.М. Кречетов один из самых "ненаграждённых" актёров Страны Советов. Прослужив театру без малого полвека, он не имел никаких наград и званий, за исключением упомянутой почётной грамоты. При этом А.М.Кречетов является незабытым актером: в 1973 году (через 25 лет после смерти!) статья о нём появилась  в Театральной энциклопедии, а в 2006 году - в Татарской энциклопедии.